# Fascia endothoracica

Die Fascia endothoracica (hier auf Englisch: endothoracic fascia) als Bereich zwischen Pleura und Brustwand, gemäß der zweiten Definition

Die Fascia endothoracica ist eine Faszie, die den Thorax von innen auskleidet und so an der Bildung der Brustwand beteiligt ist und die Organe des Thorax von den Rippen und den Zwischenrippenmuskeln trennt. Kopfwärts geht sie in die mediale und tiefe Halsfaszie über, kaudal in das Zwerchfell, bzw. in die Fascia transversalis. Die Fascia endothoracica ist weder mit der Fascia thoracica interna, die die Zwischenrippenmuskeln als „echte Muskelfaszie“ bedeckt, noch mit dem Periost oder der Pleura gleichzusetzen,  wobei diese Abgrenzungen von verschiedenen Autoren teils unterschiedlich gewählt sind: In der hier beschriebenen Definition meint die Fascia endothoracica den bindegewebsartigen Bereich zwischen der Fascia thoracica interna und der Pleura, andere Definitionen sehen in der Fascia endothoracica dagegen das gesamte Gewebe zwischen Brustwand und Pleura.
Ventral, am Brustbein und dorsal, an der Wirbelsäule hat die Faszie einen Übergang zum Mediastinum.